# گونزالو ویرا
گونزالو مارتین ویرا داویت (اسپانیایی: Gonzalo Martín Viera Davyt‎؛ زادهٔ ۸ فوریهٔ ۱۹۸۷ در پایساندو) بازیکن فوتبال اهل اروگوئه است.
از باشگاه‌هایی که در آن بازی کرده‌است می‌توان به باشگاه ورزشی دفنسور، باشگاه فوتبال پنیارول، و باشگاه ورزشی الریان اشاره کرد.